# Acryllium vulturinum
La faraona vulturina (Acryllium vulturinum Hardwicke, 1834) è la più grande specie esistente di faraona. Sistematicamente, è solo lontanamente imparentata con gli altri generi di faraone. Il suo parente vivente più prossimo, la faraona dal petto bianco (Agelastes meleagrides) vive nelle foreste primarie dell'Africa centrale. Si tratta di un membro della famiglia Numididae, ed è l'unico membro del genere Acryllium. La faraona vulturina è endemica dell'Africa nord-orientale, dall'Etiopia meridionale attraverso il Kenya e nel nord della Tanzania.

## Descrizione

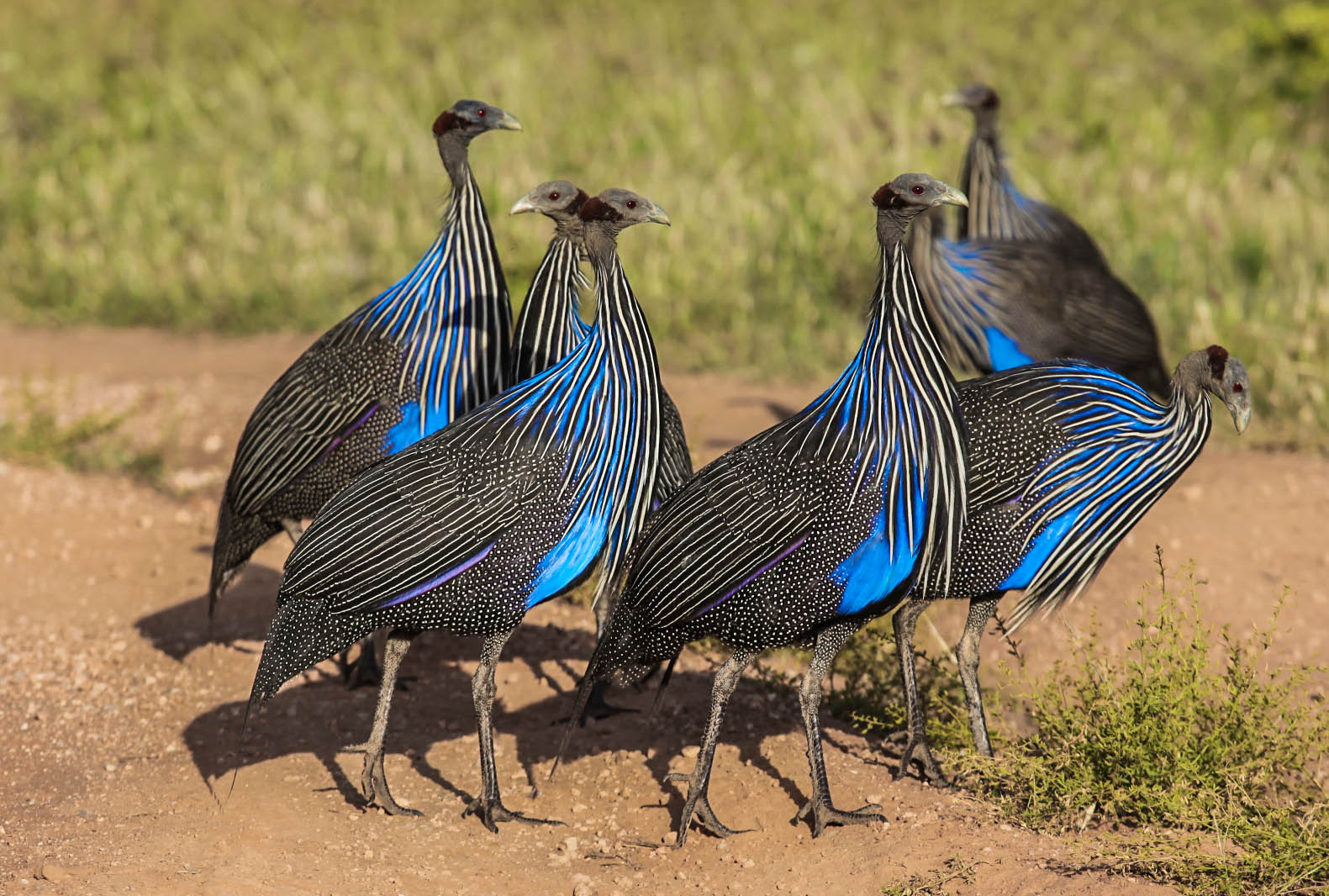
Un gruppo di faraone vulturine, al Samburu National Reserve, Kenya

La faraona vulturina è un uccello di grandi dimensioni, lungo tra i 61 e i 71 centimetri, caratterizzato da un corpo tondeggiante e una testa piccola. Le ali, il collo, le zampe e la coda sono più lunghi rispetto alle altre faraone. Gli adulti hanno la testa e una parte del collo nudo e di colore blu-nero. Sebbene tutte le faraone abbiano la testa calva, questa specie assomiglia particolarmente ad un avvoltoio per via del lungo collo e della testa completamente calva. 
Il petto presenta un mantello di piume lunghe, lucide, blu e bianche. Il petto è blu cobalto mentre il resto del corpo è nero punteggiato di bianco. Le ali sono corte e arrotondate e la coda è più lunga di quella delle altre faraone. 
I sessi sono simili, anche se la femmina è in genere leggermente più piccola del maschio e con speroni tarsali più piccoli. Gli esemplari giovani sono, invece, per lo più di colore grigio-marrone, con il petto di un blu più opaco e piume sul petto più corte rispetto agli adulti.

## Biologia

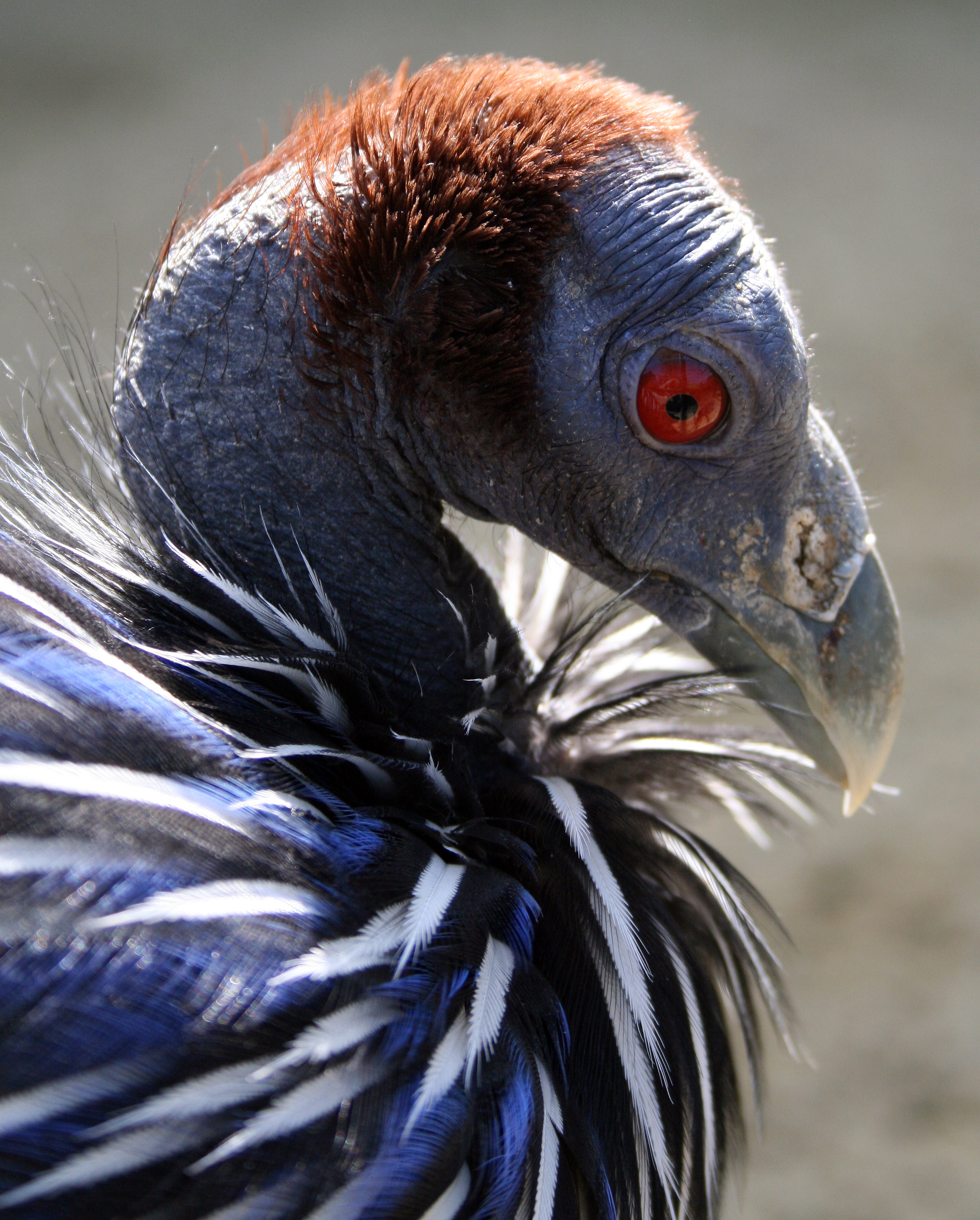
Primo piano della testa, al Tiergarten Schönbrunn, Vienna

Le faraone vulturine sono uccelli gregari, formando stormi al di fuori della stagione riproduttiva di circa 25 uccelli. Se spaventato, quest'uccello, cerca di fuggire correndo piuttosto che spiccando il volo. Nonostante viva in habitat aperti, predilige le boscaglie, e la notte rimane appollaiata sugli alberi. Il suo richiamo è un forte ed inconfondibile chink-chink-chink-chink-chink.

### Alimentazione
La faraona vulturina si nutre di principalmente di granaglie e germogli, ma non disprezza neppure frutti e bacche. Nella sua dieta possono essere integrati pure piccoli invertebrati, insetti e piccoli vertebrati.

### Riproduzione
Nidifica in ambienti asciutti e aperti cosparsi di cespugli e alberi. Il nido viene costruito solitamente in un luogo ben nascosto dalla vegetazione. La femmina depone dalle 4 alle 8 uova, ci color giallognolo-marroncino, che poi vengono covate per almeno 23 giorni. I pulcini sono piuttosto precoci, raggiungendo lo svezzamento dopo circa un mese di vita.

## Distribuzione e habitat
È un uccello che vive nell'Africa nord-orientale, in Etiopia meridionale, in Kenya e nel nord della Tanzania.
Vive nelle praterie e savane africane.

## Conservazione
A. vulturinum è classificato come specie a rischio minimo (Least Concern) nella Lista rossa IUCN.